# 松平治郷
松平 治郷（まつだいら はるさと）は、江戸時代中期から後期の大名。出雲国松江藩の第10代藩主。雲州松平家7代。
江戸時代の代表的茶人の一人で、号の不昧（ふまい）で知られる。その茶風は不昧流として現代まで続いている。

## 生涯
寛延4年2月14日（1751年3月11日）、6代藩主・松平宗衍の次男として誕生。
明和4年（1767年）、父の隠居により家督を継いだ。10代将軍・徳川家治からの偏諱と祖父・宣維の初名「直郷」の1字とにより治郷と名乗る。この頃、松江藩は財政が破綻しており、周囲では「雲州様（松江藩の藩主）は恐らく滅亡するだろう」と囁かれるほどであった。そのため治郷は、家老の朝日茂保と共に藩政改革に乗り出し、積極的な農業政策の他に治水工事を行い、木綿や朝鮮人参、楮、櫨などの商品価値の高い特産品を栽培することで財政再建を試みた。しかしその反面で厳しい政策が行なわれ、それまでの借金を全て棒引き、藩札の使用禁止、厳しい倹約令、村役人などの特権行使の停止、年貢の徴収を四公六民から七公三民にするなどとした。これらの倹約、引き締め政策を踏まえ、安永7年（1778年）に井上恵助による防砂林事業が完成、天明5年（1785年）の清原太兵衛による佐陀川の治水事業も完了し、これらの政策で藩の財政改革は成功した。これにより空になっていた藩の金蔵に多くの金が蓄えられたと言われる。
ただし、財政が再建されて潤った後、茶人としての才能に優れていた治郷は、1500両もする天下の名器「油屋肩衝」を始め、300両から2000両もする茶器を多く購入するなど散財した。このため、藩の財政は再び一気に悪化した（改革自体は茂保主導による箇所が大きく、治郷自身は政治に口出ししなかった）。
文化3年（1806年）3月11日、家督を長男・斉恒に譲って隠居し、文政元年（1818年）4月24日に死去した。享年68。墓所は松江市の月照寺。

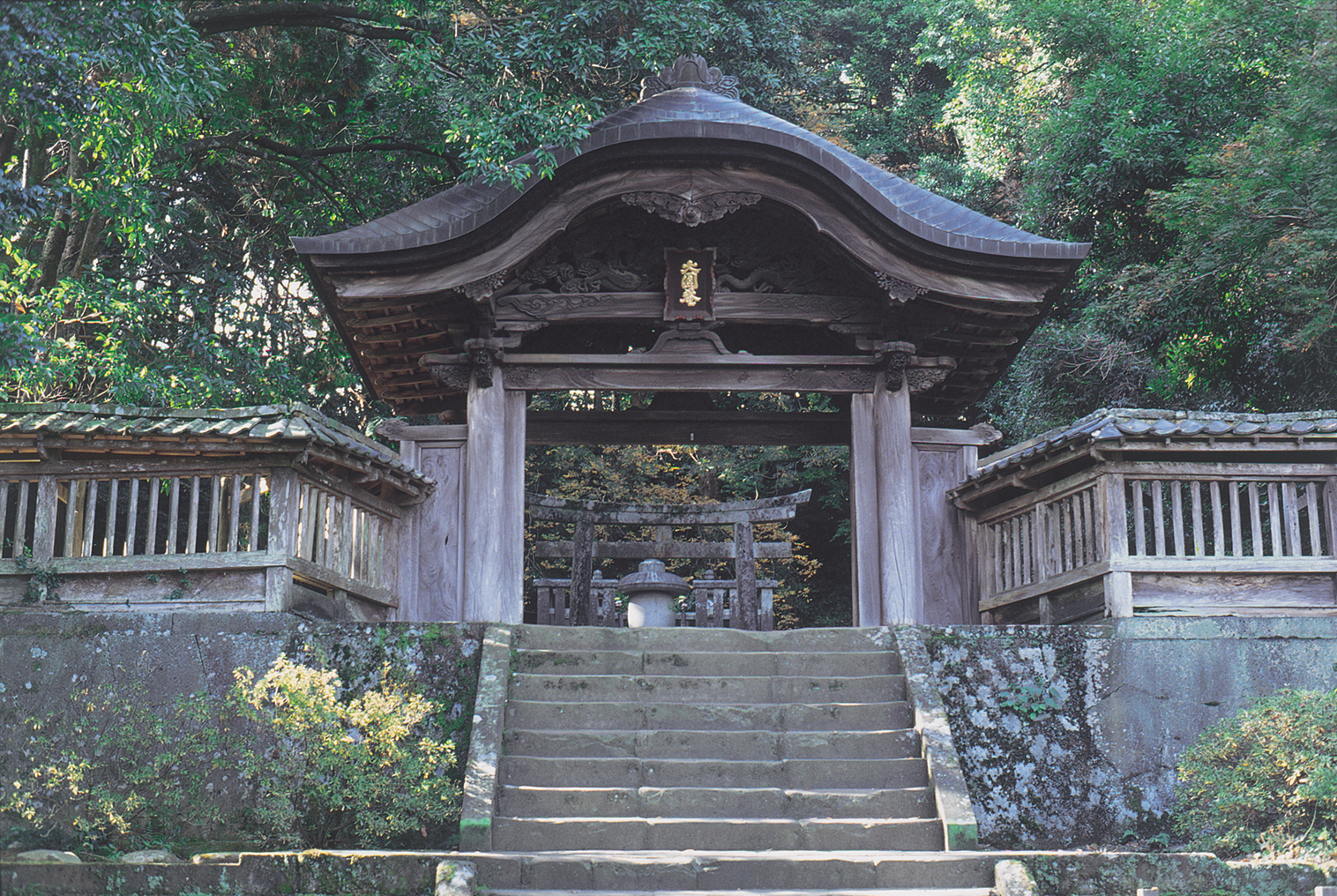
松江市の月照寺にある墓所

弟・衍親（のぶちか）は、俳諧などをよくする趣味人の松平雪川として知られる。

## 人物・逸話
- 政治家としての治郷の評価は低いが、一説には財政を再建して裕福になったのを幕府から警戒されることを恐れて、あえて道楽者を演じていたともされる（越前松平家系統は親藩の雄として尊重されると同時に、過去の経緯から幕府に常に警戒されていた）。
- 年少の頃より石州流の茶道と参禅修行の経験を積み、隠居したのちに『無門関』の公案「百丈野狐」から取って「不昧」を号するようになる[4]。茶人としての才能は一流であり、わび茶の理念を説いた『贅言』や、『古今名物類従』『瀬戸陶器濫觴』など茶器に関する著書を残している[5]。
- 治郷によって築かれた茶室は菅田菴（寛政2年（1790年）築、国の重要文化財）や塩見縄手の明々庵（安永8年（1779年）築）に現存する。この他に茶の湯につきものの和菓子についても、治郷が茶人として活躍するに伴い、松江城下では銘品と呼ばれるようになるものが数多く生まれた。このため、松江地方では煎茶道が発達して、今でもお猪口状の湯呑で飲む風習が残っている。
- 郷土の美術振興に努め、多くの職人を育成した。漆工では小島漆壺斎 、木工では小林如泥、陶工では楽山窯の長岡住右衛門貞政、二代目長岡住右衛門空斎、布志名窯の土屋善四郎芳方、二代目土屋善四郎政芳、永原与蔵順睦などはその指導と庇護の元で育った名工たちである[6]
- 上記のように治郷の収集した茶器の銘品・銘菓（山川、若草、菜種の里など）や庭、或いは松江名物のぼてぼて茶などは「不昧公御好み」として現在にも伝えられている。松江市が今もって文化の街として評される礎となったことは、現代までに至る治郷の功績である[注 1]。
- 収集した道具の目録帳は「雲州蔵帳」と呼ばれる[7]。
- 武芸にも堪能で、松江藩の御流儀である不伝流居相（居合）を極め、不伝流に新たな工夫を加えた。また、好角家とも知られ、強豪力士雷電為右衛門を士分に取り立て、召し抱えたことでも知られる。
- 金魚を愛し、部屋の天井に硝子を張って肱枕で金魚を眺めた、金魚の色変わりについて藩士を他国に派遣してその秘法を会得させた、などとも伝えられる。また、松江藩で開発され、さかんな金魚出雲なんきんがこの金魚と思われるが、現在島根県の天然記念物に指定されている。
- 「幕末百話」(篠田鉱造著)の「出羽の道楽隠居」に不昧の孫、斉貴(なりたか)の事が記載されている。江戸好きで、期限が来ても参勤交代を嫌がったため、家老が二人も切腹してしまい、出雲に蟄居させられている。

## 官歴
- 明和元年閏12月21日（1765年2月10日）、従四位下・侍従・兼佐渡守。
- 明和4年11月27日（1768年1月16日）、家督相続し、12月7日（1月26日）、出羽守に遷任。侍従如元。
- 寛政6年12月16日（1795年2月5日）、左近衛権少将に転任。出羽守如元。
- 文化3年3月11日（1806年4月29日）、隠居し、不昧を号す。

## 没後の評価・顕彰
- 明治維新後も松江藩中興の祖や茶人として評価されており、松江市殿町鎮座の松江神社に主祭神（初代藩主の松平直政）らとともに1931年（昭和6年）に配祀された。
- 松江市は没後200年の2018年から「不昧公200年祭」として記念事業を計画している。命日の4月24日を「茶の湯の日」とすることを2017年に決めた[8]。
- 2018年、没後200年を記念し、各地で展覧会が開催された[9][10][11]。

## 系譜
- 父：松平宗衍（1729-1782）
- 母：歌木 - 大森氏
- 正室：方子 - せい姫、伊達宗村の九女
- 室：武井氏
  - 長男：松平斉恒（1791-1822）
- 生母不明の子女
  - 男子：某 - 早世
  - 女子：富 - 島津斉興婚約者
  - 女子：幾千 - 謙映院、堀田正愛継室
- 養子
  - 男子：岡田善功 - 久世道空六男

## 関連文献
- 内藤正中、島田成矩『松平不昧』増補版 松江今井書店 1998年（1966年）
- 松平家編輯部編纂『松平不昧傳』増補復刊 原書房 1999年（1917年）
- 長尾遼『真説松平不昧 江戸中期を生きた見事な大名の生涯』原書房 2001年
- 不昧流大円会事務局編『松平不昧と茶の湯』不昧公生誕二百五十周年記念出版実行委員会 2002年
- 木塚久仁子『松平不昧 名物に懸けた大名茶人』宮帯出版社 2018年